# The Civil Surface
The Civil Surface – trzeci i ostatni album studyjny brytyjskiego zespołu rocka progresywnego i sceny Canterbury Egg z 1974 roku.
Zespół rozpadł się w 1972 roku. W 1974 roku za sugestią organisty Dave'a Stewarta, trio połączyło się ponownie, by nagrać album The Civil Surface. Wśród muzyków gościnnie występujących na płycie są Steve Hillage (gitara), muzycy Henry Cow Lindsay Cooper (obój, fagot) i Tim Hodgkinson (klarnet) oraz wokalistki Amanda Parsons, Ann Rosenthal i Barbara Gaskin.

## Lista utworów

### Wydanie oryginalne (Caroline Records C1510, 1974)[2][4][1][5]
Wszystkie utwory zostały skomponowane przez Monta Campbella z wyjątkiem:
Strona A
| Nr | Tytuł utworu     | Muzyka                      | Długość |
| -- | ---------------- | --------------------------- | ------- |
| 1. | „Germ Patrol”    | Mont Campbell, Dave Stewart | 8:30    |
| 2. | „Wind Quartet I” |                             | 2:20    |
| 3. | „Enneagram”      | Campbell, Stewart           | 9:07    |
|    |                  |                             | 19:57   |

Strona B
| Nr | Tytuł utworu                         | Długość |
| -- | ------------------------------------ | ------- |
| 1. | „Prelude”                            | 4:17    |
| 2. | „Wring Out the Ground (Loosely Now)” | 8:11    |
| 3. | „Nearch”                             | 3:11    |
| 4. | „Wind Quartet II”                    | 4:46    |
|    |                                      | 20:25   |

## Twórcy
- Dave Stewart - organy Hammonda, fortepian, fortepian elektryczny, gitara basowa (6)
- Mont Campbell - gitara basowa, śpiew (5), fortepian, waltornia
- Clive Brooks - perkusja

Gościnnie
- Steve Hillage – gitara (5)
- Lindsay Cooper – fagot, obój (1,6)
- Tim Hodgkinson – klarnet (1,6)
- Jeremy Baines – flet (2)
- Amanda Parsons – śpiew (4)
- Ann Rosenthal – śpiew (4)
- Barbara Gaskin – śpiew (4)

Wind Quartet
- Mont Campbell – waltornia
- Maurice Cambridge – klarnet
- Stephen Solloway – flet
- Chris Palmer – fagot